# Ilhas Afortunadas

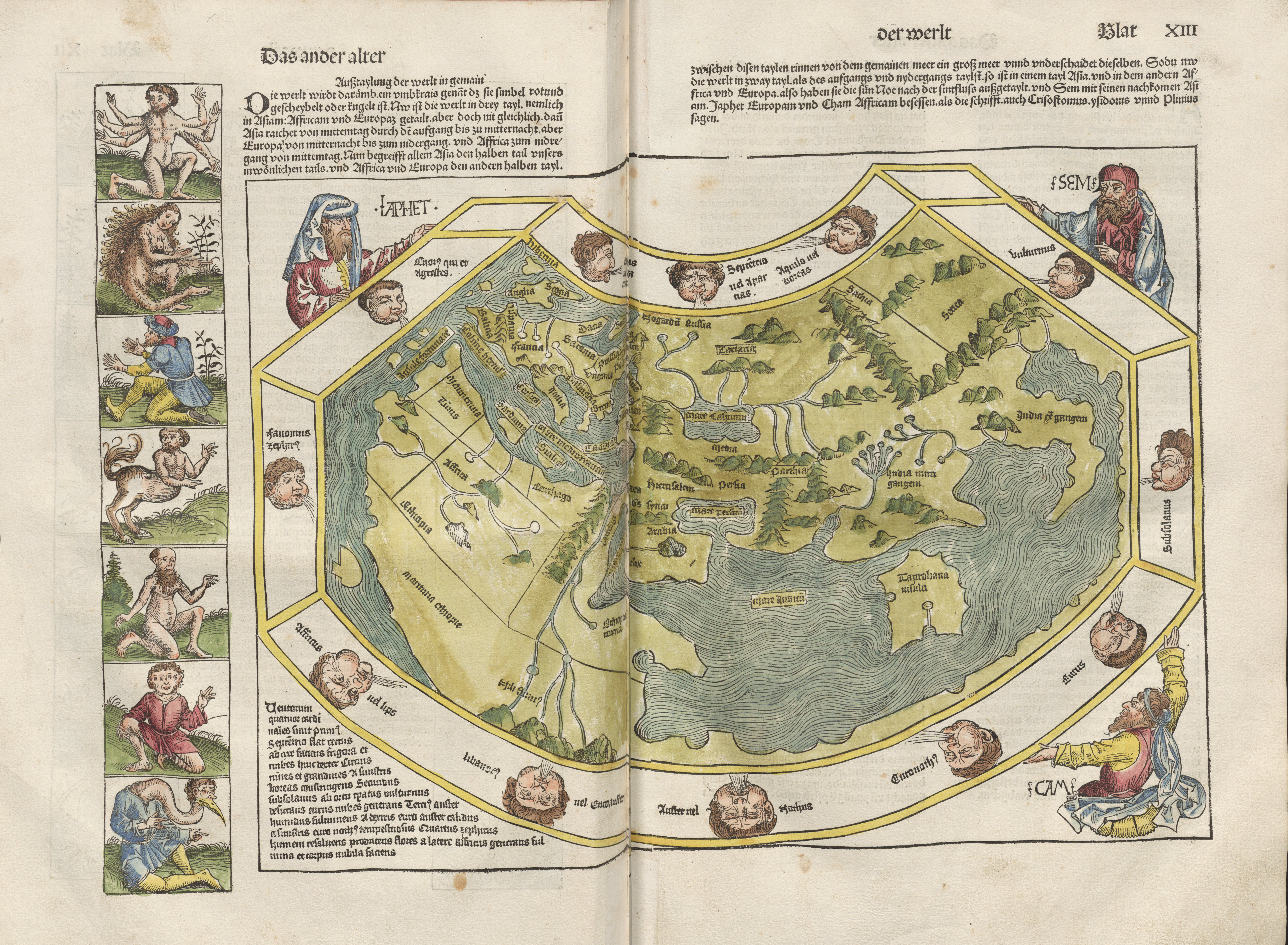
Mapa-mundi de 1493 de Hartmann Schedel. A Ilha Afortunada é assinalada a oeste da costa africana.

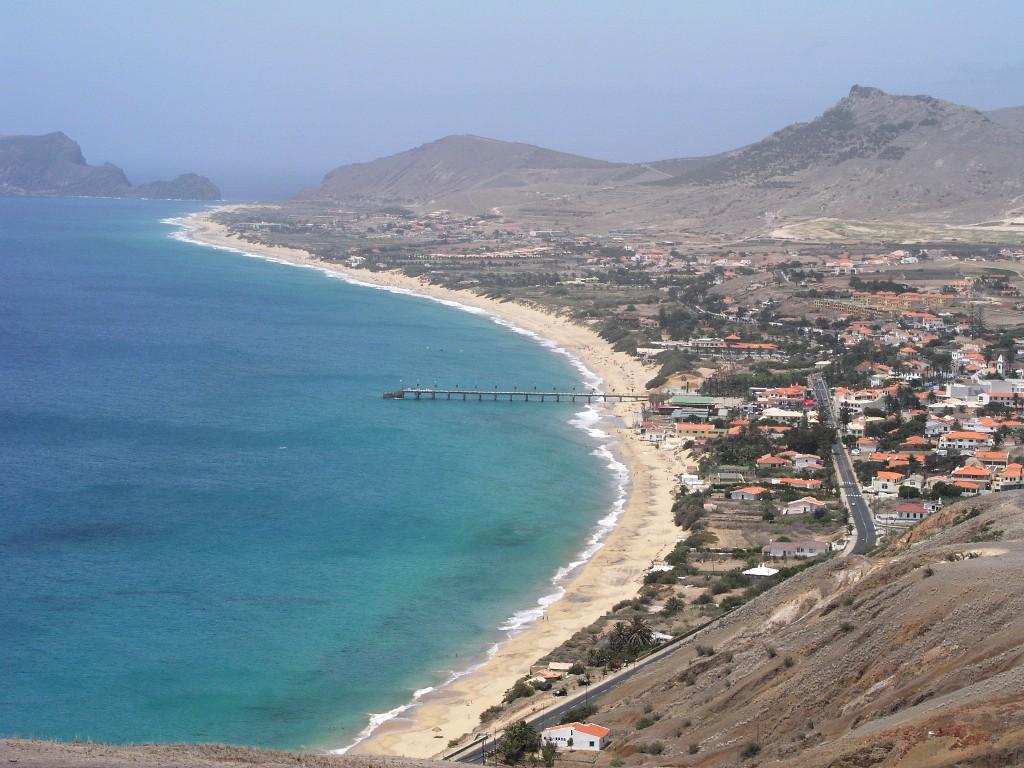
A ilha do Porto Santo, conhecida como a "Ilha Dourada"

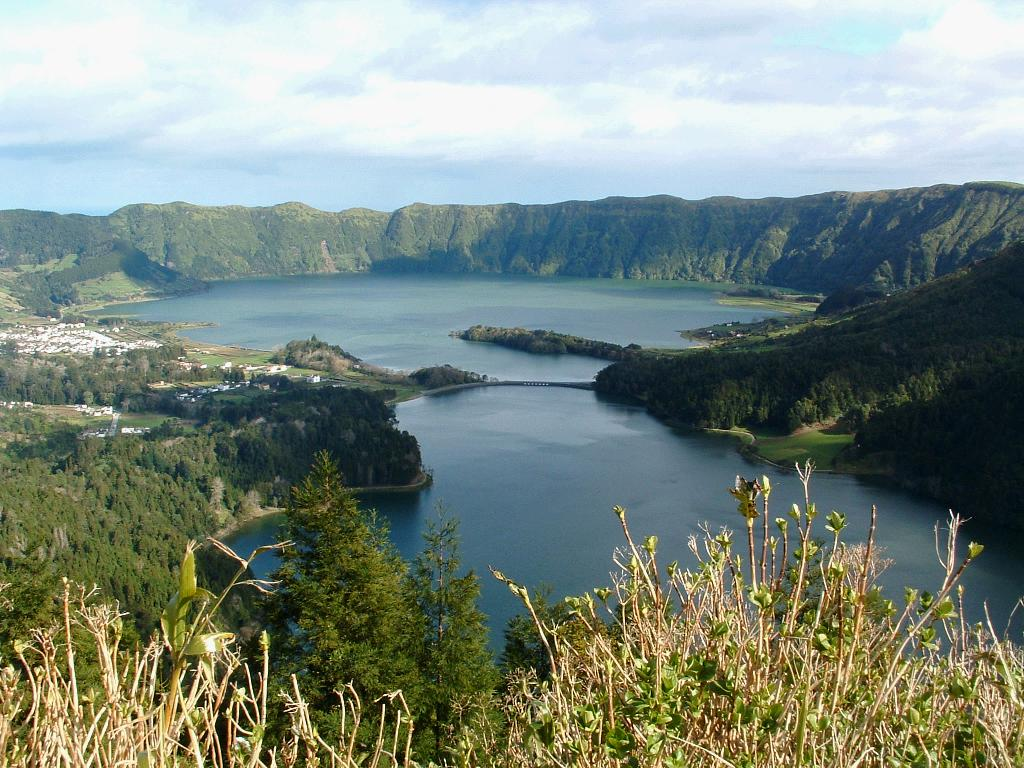
Lagoa das Sete Cidades, São Miguel, nome profundamente ligado ao mito das ilhas encantadas/afortunadas.

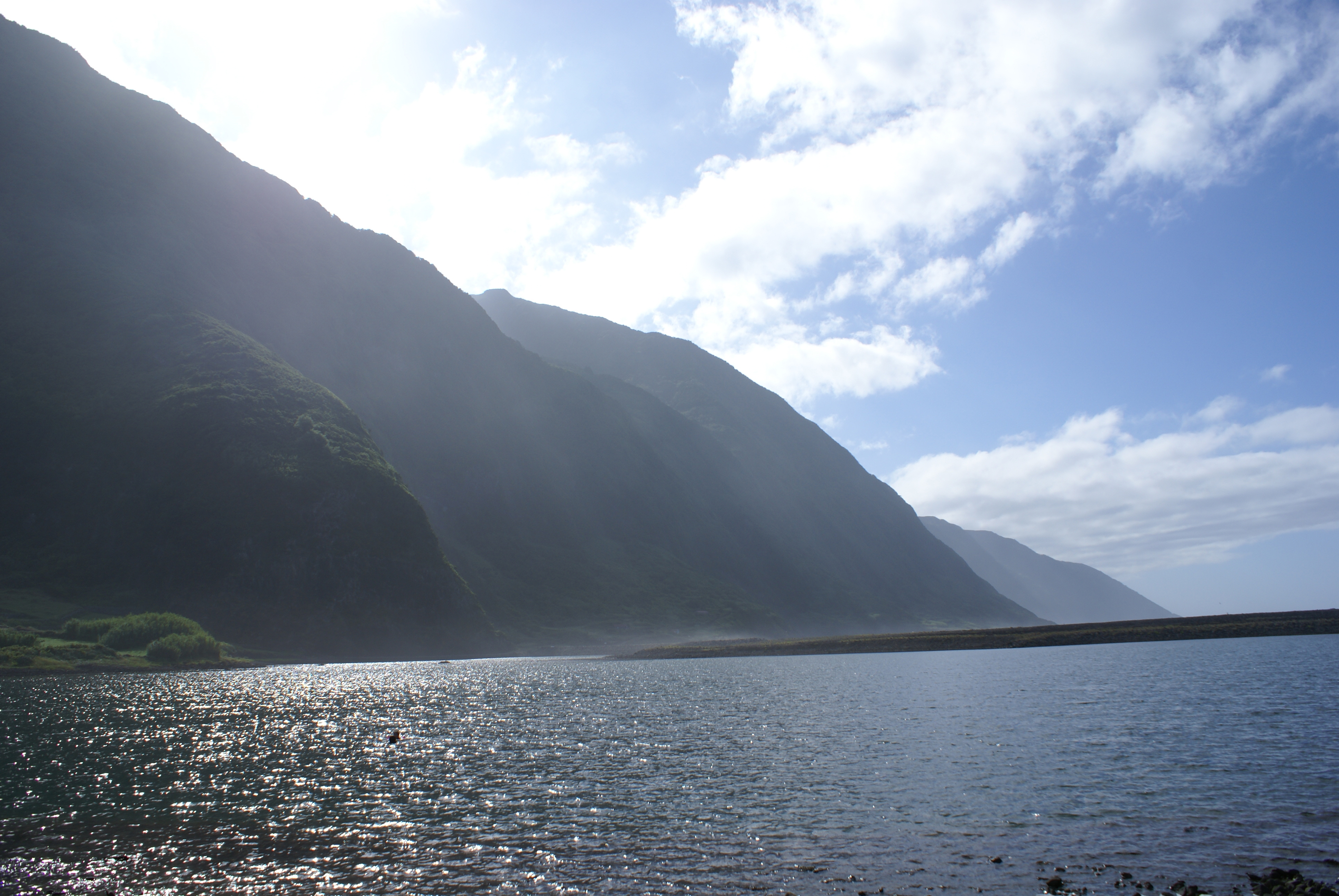
Vista da Lagoa da Fajã de Santo Cristo, ilha de São Jorge

Ilhas Afortunadas (em grego: μακάρων νῆσοι, transl. makárôn nêsoi; em português: 'ilhas dos bem-aventurados' ou 'ilhas abençoadas') foram, nas mitologias grega e céltica, o deleitável paraíso que para o poeta grego Hesíodo era o lugar que acomodava os Elísios, uma região abençoada, onde os heróis e as almas favorecidas eram recebidos pelos deuses após a morte. Acreditava-se que estas ilhas estavam no Oceano Ocidental perto do cerco do rio Oceanus. A Madeira, os Açores, as Canárias, e Cabo Verde às vezes são identificadas como as possíveis localizações das Ilhas Afortunadas.

## Relatos das ilhas
Na alta Idade Média europeia as Ilhas Afortunadas ficaram ligadas à lenda das viagens de São Brandão, o monge irlandês que as teria visitado e nelas teria encontrado o jardim do Éden. Através desta lenda, as Ilhas Afortunadas ficaram associadas ao fundo mais abrangente das ilhas míticas do Atlântico (Sete Cidades, Antília , ilha do Brasil e Ilhas Afortunadas, entre outras).
Fernão de Noronha identificou o Brasil como sendo as Ilhas Afortunadas ou mesmo a Ilha do Brasil da lenda criada a partir das navegações de São Brandão no século VI.
A partir do século XIII as Ilhas Afortunadas foram progressivamente identificadas com as Canárias do rei Juba II, acabando por se perder a designação. Contudo, com o advento da biogeografia, o nome foi recuperado na sua forma helenizada como Macaronésia (do grego makaron = afortunado), termo hoje muito em uso nas disciplinas ambientais e progressivamente adoptado para a associação política entre os arquipélagos da periferia ibérica: (Açores, Madeira e Canárias), incluindo por vezes Cabo Verde.
Flavio Filóstrato, Vida de Apolônio (Livro v2), diz: "E eles também dizem que as Ilhas dos Abençoados estão localizadas nos limites de Líbia aonde elas se elevam em direção ao promontório desabitado." Nesta geografia, a Líbia existia em direção Oeste até à Mauritânia, "até à boca do rio Salex, umas 900 stadia, e além deste ponto até uma distância que ninguém pode computar, porque quando se passa este rio da Líbia, há um deserto que não sustenta nenhuma vida."
Plutarco fez referência às "Ilhas Afortunadas" diversas vezes em seus escritos, localizando-as com firmeza na geografia do Atlântico em "Vida de Sertório" que, quando estava se esforçando contra a caótica guerra civil nos últimos anos da República Romana, recebeu notícias dos marinheiros sobre algumas ilhas há poucos dias velejando da costa da Espanha.

aonde o ar nunca era extremo, e que para chuva tinha um curto orvalho prateado, do qual dele próprio sem labor, brotava todos os frutos agradáveis para seus felizes residentes, até que para ele elas não poderiam ser se não outra as Ilhas Afortunadas, os Campos Elísios.
Naturalis Historia de Plinio, II adiciona à descrição conectiva que "elas afluem em frutas e pássaros de todos o tipos", e o detalhe inesperado: "Estas ilhas, contudo, estão bem prejudicadas pelos corpos dos monstros apodrecendo, quais são constantemente jogados pelo mar."
Ptolemeu usou estas ilhas como referências para as medidas geográficas de longitude, e elas continuaram tendo um papel de definir o Meridiano de Greenwich até à Idade Média. geografia moderna chama estas ilhas de Macaronésia.
"The Fortunate Isles and Their Union" (Tradução livre: "Ilhas Afortunadas e as Suas Uniões") é uma mascarada da Era Jacobina, escrita por Ben Jonson e planejada por Inigo Jones, e apresentada em 9 de Janeiro de 1625.
Diz uma lenda popular que, após Helena de Troia ter se casado com Aquiles, eles viveram nas Ilhas Afortunadas.
A ilha Brasil, originariamente Hy Breasail, é uma ilha mitológica irlandesa que foi representada em muitos mapas do Ocean Atlântico de 1325 a 1865.
A presença da "ilha Brasil" em mapas medievais já deu a muitos a impressão de que a terra e o nome do Brasil eram conhecidos desde o século XIV. Na verdade, a ilha legendária nada teve a ver com as terras da América. Alguns especularam que sua presença nos mapas e no imaginário dos navegadores influenciou, pela coincidência, a fixação do nome de "Brasil" à terra inicialmente chamada pelos portugueses de "Vera Cruz", mas não há provas disso.
O mapa de Fra Mauro de 1459 indica uma ilha de nome "Brazil" com a inscrição: "Queste isole de Hibernia son dite fortunate", ou seja, classifica-a como uma das "ilhas afortunadas".
As Ilhas Afortunadas são mencionadas nas séries "The Sea of Trolls", e até no título do último livro,  The Islands of the Blessed.
Fernando Pessoa usa Ilhas Afortunadas como título de um de seus poemas.

Que voz vem no som das ondas

Que não é a voz do mar?

E a voz de alguém que nos fala,

Mas que, se escutarmos, cala,

Por ter havido escutar.

E só se, meio dormindo,

Sem saber de ouvir ouvimos

Que ela nos diz a esperança

A que, como uma criança

Dormente, a dormir sorrimos.

São ilhas afortunadas

São terras sem ter lugar,

Onde o Rei mora esperando.

Mas, se vamos despertando

Cala a voz, e há só o mar.

(Fernando Pessoa)